# YOU+NOTES
YOU＋NOTESは、FM NORTH WAVEで2009年4月1日から2010年9月30日まで放送されていたラジオ番組である。

## 放送時間
- 月曜-木曜 15:00 - 16:50

## 出演者
- 森ルナ

## 主なコーナー
- 15:35 - 15:45 HEARTSTRINGS 
日替わりでエンターテイメント＆カルチャー情報を放送。
月曜日：DVD
火曜日：本
水曜日：CD
木曜日：JAZZ&CLASSIC
- 15:48-15:51 快適生活ラジオショッピング
- 16:00 ENGLISH TIPS
- （木）16:15-16:25 GLASSISM LOOK FOR TREND